# Systematic Entomology
Systematic Entomology (skrót: Syst. Entomol.) – międzynarodowe recenzowane czasopismo naukowe obejmujące tematyką systematykę entomologiczną, publikowane przez Royal Entomological Society of London. Zaczynało w 1932 roku pod nazwą "Proceedings of the Royal Entomological Society of London, Series B: Taxonomy". W 1978 tytuł zmieniono na "Journal of Entomology, Series B: Taxonomy". Pod obecną nazwą pismo ukazuje się od 1976 roku, kiedy po woluminie 44 numeracja zaczęła się znów od vol. 1. W redakcji zasiadają Lars Vilhelmsen, Thomas J. Simonsen, Shaun L. Winterton oraz Peter S. Cranston.
W 2010 zajęło 6. miejsce wśród czasopism entomologicznych pod względem impact factor. W 2012 zajęło 4. miejsce w kategorii entomologia i 21. w kategorii biologia ewolucyjna według raportu ISI Journal Citation Reports.